# Encontro Internacional de Aviação de Chicago de 1911
O Encontro Internacional de Aviação de Chicago de 1911 (12 de agosto a 20 de agosto de 1911) foi o principal show de aviação realizado em Grant Park, em Chicago, Illinois, Estados Unidos, em agosto de 1911.
Lincoln Beachey estabeleceu um recorde mundial de altitude de 11.642 pés no encontro.
William R. Badger e St. Croix Johnstone morreram em acidentes de aviação durante este encontro. As asas do biplano de Badger caíram quando ele tentou sair do mergulho tarde demais, e Johnstone colidiu com o lago Michigan depois de o seu motor falhar.